# Juan Carlos Calderón Romero
Juan Carlos Calderón Romero (La Paz; 3 de octubre de 1932; 18 de diciembre de 2017) fue un arquitecto urbanista boliviano adscrito a la corriente organicista. Estudió y trabajó en Estados Unidos, de donde retornó a su país en 1972.

## Formación
Estudió arquitectura en la Universidad de Oklahoma de donde se graduó en 1957. Fue socio de la firma Royston Hanamoto Beck y Abey, donde se desempeñó como director de diseño.
En 1958 durante su estadía en Nueva York, se enteró, gracias a la artista María Luisa Pacheco, de que Frank Lloyd Wright estaba en la ciudad para dar una entrevista en televisión, Calderón logró observar la entrevista y quedó muy impresionado: llamó al Hotel Plaza, donde se alojaba Wright, y logró concertar una cita con él. Sobre el diálogo que sostuvieron recuerda Calderón:
«Allí comenzó mi ilusión de hacer arquitectura como un arte. Él estaba supervisando su gran obra, el museo Guggenheim, y me recibió. Yo le comenté que un gran auditorio de Nueva York iba a ser demolido para construir un edificio de varios pisos, un paralelepípedo que estaba diseñado para ganar plata. Y él me dijo algo que marcó mi vida: "Les toca a ustedes, los jóvenes, no permitir que estas cosas sucedan. Tienen que agitar sus puños sobre sus cabezas para evitarlo".»
Volvió a Bolivia en 1972 porque le solicitaron un proyecto, la Casa Soria, un trabajo desde el que comenzó a realizar otras obras en Bolivia.

## Obra

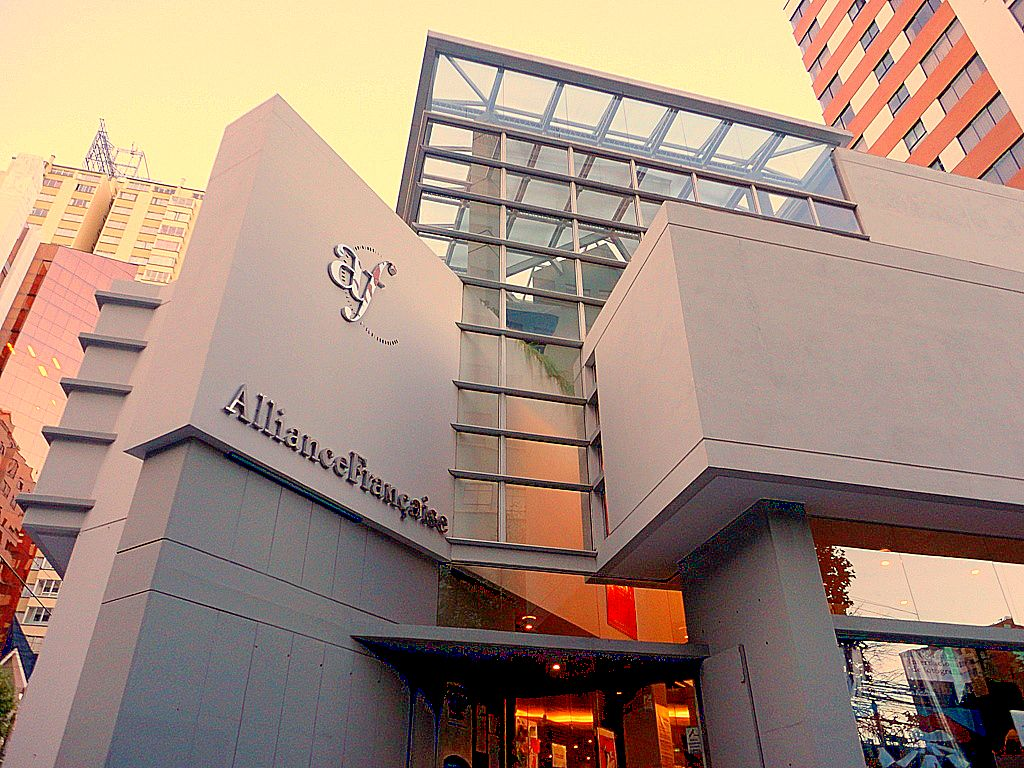
Edificio diseñado por Calderón en La Paz

Inició su labor como arquitecto en los Estados Unidos donde había estudiado y a partir de la década de 1970 realizó una gran cantidad de obras en Bolivia, entre ellas edificios públicos, hoteles, viviendas, iglesias y espacios públicos.
Entre sus obras más conocidas figuran:
- Casa Soria
- Palacio de Telecomunicaciones, 1988, La Paz[7]
- Correos, Tarija
- Correos, Santa Cruz[3]
- USAID, 1991, La Paz.[3]
- Ex hotel Radison, 1973, ex hotel Plaza, 1978, La Paz[8]
- Edificios Illimani 1, 1981, Illimani 2, 1994, La Paz.[7]
- Museo Kusillo[7]
- Edificio Puente, Tarija
- Universidad Privada Boliviana
- Alianza Francesa, 2004, La Paz[7]
- Banco Interamericano de desarrollo, La Paz[7]
- Banco Boliviano Americano (Ministerio de Economía y Finanzas), La Paz[7]
- Corporación Andina de Fomento, CAF, 2007, La Paz[9][8]
- Edificio Simón I. Patiño, La Paz.[10]
- Edificio Hansa, 1979, La Paz.[7]
- Edificio SOBOCE, 1992, La Paz[7]
- Hotel Alonzo de Ibañez, Potosí.[3]
- Hotel COFICO, Santa Cruz.[3]
- Edificio Los Álamos, Cochabamba.[3]
- Edificio Bolsa Boliviana de Valores BBV–EDV, La Paz.[3]

## Reconocimientos

Maqueta del edificio del Banco Boliviano Americano, diseñado por Calderón.

Durante su amplia carrera recibió numerosos reconocimientos locales e internacionales:
- Gran Orden de la Educación Boliviana (1990)
- Premio Gabriela Mistral de la OEA (1991)
- Medalla de oro del Colegio de Arquitectos de Bolivia (1995)
- Premio Nacional de Cultura (2005)
- Premio Juan Torres Higueras, de la Federación Panamericana de Arquitectos
- Medalla Lohmann, de la Facultad de Arquitectura de la Universidad de Oklahoma (2010)
- Nombramiento al Hall of Fame de la Universidad de Oklahoma
- Facultad de Arquitectura de la Florida A&M University en Tallahassee, Florida (1986-1988)